# Howard Tracy Hall
Howard Tracy Hall (20 de octubre de 1919 - 25 de julio de 2008) fue un químico físico y, también, la primera persona que creó un diamante sintético, según un proceso reproducible, verificable y con testigos, utilizando una prensa de su propio diseño.[cita requerida]

## Primeros años
Tracy Hall nació en Ogden, Utah, en 1919. Su nombre completo era Howard Tracy Hall, pero se utiliza a menudo el nombre de H. Tracy Hall o, simplemente, Tracy Hall. Era descendiente de los pioneros de Utah, mormones devotos. Tracy se crio en una granja en Marriott, Utah. Cuando aún estaba en el cuarto grado, anunció su intención de trabajar para General Electric. Asistió a la universidad de Weber por dos años, y se casó con Ida-Rose Langford en 1941. Fue a la Universidad de Utah en Salt Lake City, donde recibió su licenciatura en 1942 y una maestría en el año siguiente. En los siguientes dos años, se desempeñó como alférez en la Armada de los Estados Unidos. Regresó a la Universidad de Utah en 1946, donde fue el primer estudiante graduado de Henry Eyring's y obtuvo su doctorado en química física en 1948. Dos meses más tarde, decidió seguir su sueño de la infancia y empezó a trabajar en el Laboratorio de Investigación de General Electric en Schenectady, Nueva York. Se unió a un equipo enfocado en la fabricación del diamante sintético, con el nombre "Project Superpressure", dirigido por el ingeniero Anthony Nerad.

## La invención
Al igual que con muchos inventos importantes, las circunstancias que rodearon la síntesis de Hall es el objeto de cierta controversia. Lo que es indudable es que fabricó diamantes sintéticos en una prensa de su propio diseño  el 16 de diciembre de 1954 y que pudo hacerlo una y otra vez en las semanas siguientes. Lo que también es indudable es que Hall fue parte del grupo de cerca de media docena de investigadores que se habían centrado en el estudio de la síntesis por casi cuatro años. Durante este tiempo, se vieron una sucesión de experimentos fallidos, un manejo cada vez más impaciente y una mezcla compleja de particiones y rivalidades entre los investigadores.
El éxito de Hall, en su relato de la historia, se produjo a causa de su determinación de seguir su propio camino con un rediseño radical de la prensa, que emplea un anillo de unión en forma de rosca (la cinta), que presionaba mediante dos pistones cónicos curvos, que se oprimían en la cámara de muestras. El "pirata" llamada a la primera versión en acero de la prensa, que parecía. Finalmente, consiguió la gestión para la aprobación de la construcción de la misma con un material más duro, Carboloy mucho más caro (carburo de tungsteno dispersado en cobalto, también conocido como Widia). Sin embargo, sus experimentos fueron "relegados" a una prensa más pequeña, más antigua, con fugas, de 400 toneladas, en lugar de una prensa de 1000 toneladas, más cara y nueva, utilizada por otros miembros del equipo.
La composición del material de partida en la cámara de la muestra, el catalizador para la reacción, y la temperatura requerida y la presión eran poco más que conjeturas. Hall utilizó sulfuro de hierro y una forma de carbón en polvo como material de partida, con discos de tantalio para conducir la electricidad en la célula para su calentamiento. El experimento se llevó a cabo en cerca de 100.000 atmósferas, 1600 °C y llevó unos 38 minutos.  Al romper y abrir la muestra, los grupos de cristales de diamante octaédricos se encontraban en los discos de metal de tantalio, que al parecer actuaron como catalizador. Así se obtuvieron los primeros diamantes sintéticos
y que actualmente se aplican en multitud de herramientas para la industria.

## Últimos años
Hall dejó GE en 1955 para ser profesor titular de química y director de investigación en la Universidad Brigham Young. Tres años más tarde, inventó un nuevo tipo de prensa, la prensa tetraédrica. Durante muchos años, la prensa tetraédrica se exhibió en el Centro de Ciencias Eyring, en el campus de la Universidad Brigham Young. Además, ayudó a fundar dos empresas (Megadiamonds e internacional Novatek) fabricantes de diamantes industriales y brocas.
El domingo 4 de julio de 1976, se ordenó como ministro de la Iglesia de Jesucristo de los Santos de los Últimos Días donde sirvió cinco años. Más tarde se trasladó a una misión de la iglesia en el sur de África con su esposa, Ida-Rose Langford. Murió el 25 de julio de 2008 en Provo, Utah, a la edad de 88 años. Tuvo siete hijos, 35 nietos y 53 bisnietos.

## Reconocimiento
En 1970 fue galardonado con el Premio de Química Pioneros por el Instituto Americano de Químicos.
En 1972 fue galardonado con el Premio de la Sociedad Química Americana para la invención creativa: "Por ser el primero en descubrir un sistema de reacción reproducible para la fabricación de diamantes sintéticos a partir de grafito, y por la concepción y diseño de un aparato de muy alta presión que no sólo hizo la síntesis posible, sino que dió lugar a una nueva era de la investigación de alta presión ". 
En 1977 fue galardonado con el James C. McGroddy de Nuevos Materiales de la Sociedad Americana de Física.
En 1994, la medalla del gobernador de Utah para la Ciencia y la Tecnología

## Las patentes
Se le concedieron 19 patentes en su carrera. Las más notables fueron:
Patente de EE. UU. 2.947.608 o "Diamante de síntesis" Howard Tracy Hall, 2 de agosto de 1960.
Patente de EE. UU. 2.947.610 o "Método de Fabricación de Diamantes" Howard Tracy Hall, Herbert M. Strong y Robert H. Wentorf, Jr., 2 de agosto de 1960.
Patente de EE. UU. 3.159.876 o "prensa de alta presión" Howard Tracy Hall, 8 de diciembre de 1964.